# Миколай II
Микола́й II (лат. Nicolaus; ? — 27 липня 1061, Флоренція) — сто п'ятдесят четвертий папа Римський (грудень 1058— 27 липня 1061). Був обраний за підтримки Гільдебранда, імператриці-регентші Агнеси Пуатьє та герцога Нижньої Лотаринґії Годфріда III. На час обрання був єпископом Флоренції. Обраний папою на противагу антипапі Бенедикту X.

## Стосунки з нормандцями
Дбаючи про безпеку, Миколай II вступив у безпосередній контакт з нормадцями, які вкрай неспокійно поводили себе на захоплених ними землях в Південній Італії. В 1059 році разом з Гільдебрандом та іншими церковними сановниками папа в Мельфійському конкордаті визнав нормандців Роберта Отвіля герцогом Апулії, Калабрії та Сицилії, а Річарда Дренго князем Капуї.

## Підпорядкування Мілана
Папа відрядив святого Петра Даміані та єпископа Лукки Ансельма до Мілана, щоб перевірити різницю між церковною владою міста та патаренами, які намагались бути незалежними від папського престолу. Місія завершилась повним успіхом, архієпископ Мілана Відо визнав владу папи.

## Виборча реформа
Миколай II видав декрет In nomine Domini, яким був встановлений новий порядок папських виборів. Отже, папа мав обиратись на зборах кардиналів, а не на підставі бажань римської аристократії.